# ドリグナトゥス
ドリグナトゥス (Dorygnathus 「槍の顎」) は1億8千万年前のジュラ紀前期に当時浅い海に覆われていたヨーロッパ大陸に生息していた翼竜の1属。翼開長は約1.5 m と短く、飛翔筋が付着する胸骨は比較的小さな三角形だった。頭骨は長く、眼窩は頭骨で最大の開口部である。顎を閉じたときに食い違うようになっている大型で湾曲した歯は顎の前の方で顕著であり、顎の後方では歯はより小さくまっすぐである。数種の異なった歯を持つ異歯性と呼ばれる状態は現生の爬虫類では希であるが、基底的翼竜においてはよくあることである。ドリグナトゥスにおける異歯性の歯列は食性が魚食性であるとすれば矛盾がない。後肢の第5趾は非常に長く側方に伸びている。その第5趾の機能ははっきりわかっていないが、前肢の翼指や翼支骨のように翼膜を支持していた可能性がある。デイヴィッド・アンウィン (David Unwin) によればドリグナトゥスはジュラ紀後期の翼竜ランフォリンクスと類縁があり、ホルツマーデンやオームデン (Ohmden) においてカンピログナトイデスと共存していた。

## 記載

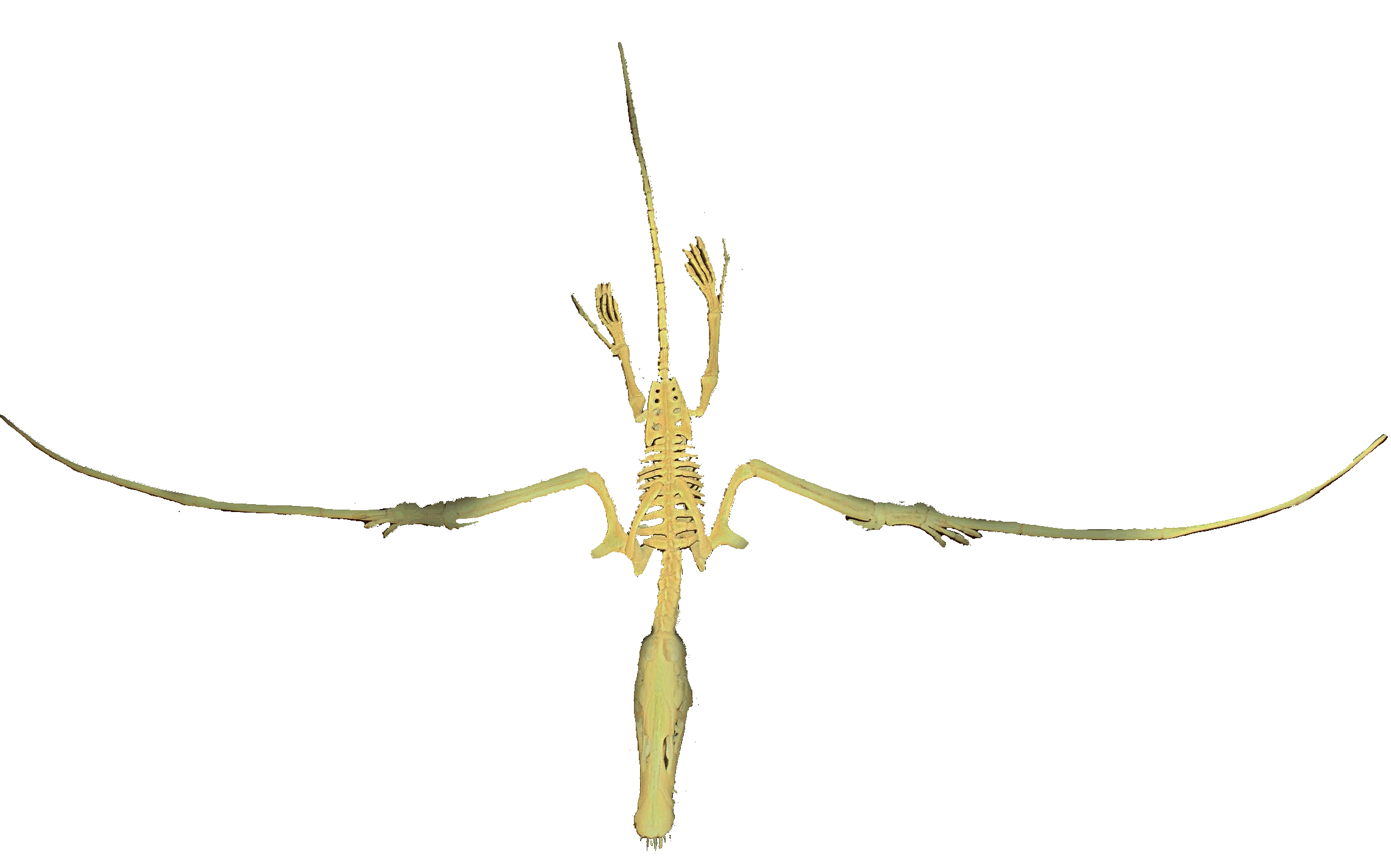
ドリグナトゥスの飛行状態の3D骨格復元。Rocky Mountain Dinosaur Resource Center, Woodland Park, Colorado

ドリグナトゥスは一般的に、短い頚部・長い尾・短い中手骨など、基底的すなわち非翼指竜亜目翼竜の体制をもっていた。しかしドリグナトゥスの頚部と中手骨は基底的翼竜にしては長い。頭蓋骨は長くて先細りになっている。発見された中で最大の頭蓋骨はベルンハルト・ハウフ (Bernhard Hauff) が整形処理をした後にベルリンのフンボルト博物館が購入した標本番号 MBR 1920.16 で、長さはおよそ16 cm である。この頭蓋骨では眼窩が最大の開口部となっており、裂け目状の鼻孔と明確に分けられた前眼窩窓よりも大きい。直線状の頭骨上部や吻部には骨質の鶏冠状突起は見られない。下顎は後方では薄いが前方に向かうにつれ深くなり、歯のない先端部では線維軟骨結合で融合しており、これがこの属の名称の由来となっている。MBR 1920.16 標本では下顎の全長は147 mm である。
下顎においては第3歯までの歯は非常に長くて鋭く、側方・前方に向かっている。それより後に位置する小型でまっすぐ立ち、後ろに行くほど小さくなっている8本かそれ以上の歯とは対照的である。上顎の歯には下顎の歯ほどの大きな差異は存在しないが、それでも前顎骨の4本の歯は、こちらも後方が小さくなっていく上顎骨の7本の歯よりも長い。全歯牙数は少なくとも44本となる。上下顎前方の長い歯は顎を閉じたときにお互いにかみ合うようになっている。そのときでも歯はその長さのため上下とも顎の先端を大きく超えて前方に飛び出していた。
ケヴィン・パディアン (Kevin Padian) によれば、8個の頸椎・14個の胸胴椎・3-4個の仙椎・27-28個の尾椎を持つ。例外的な4番目の仙椎を持つ場合はそれは本来第1尾椎だったものである。尾を固めている長く伸びた線維様の伸長部のため椎骨の境界が不明瞭になっているので、尾椎の総数ははっきりわかっていない。頸椎は比較的長く強力な作りになっており、上側の表面はおおよそ四角形の断面を持っていた。頸椎に接続する頚肋は二頭性で細い。胸胴椎はそれに比べて丸く棘突起は平らであり、始めの3-4個につながる肋骨は胸肋骨に接続しており、それより以降の肋骨は腹肋とつながる。尾椎の始めの5-6個は短く、柔軟な尾の基部を形成している。後部に行くに従って尾椎は伸長し、骨化した網状組織で尾椎を囲んでいる椎骨5個分にもなる伸長部が保持しあうことにより可動性が無くなり、尾部に舵としての役割を持たせている。

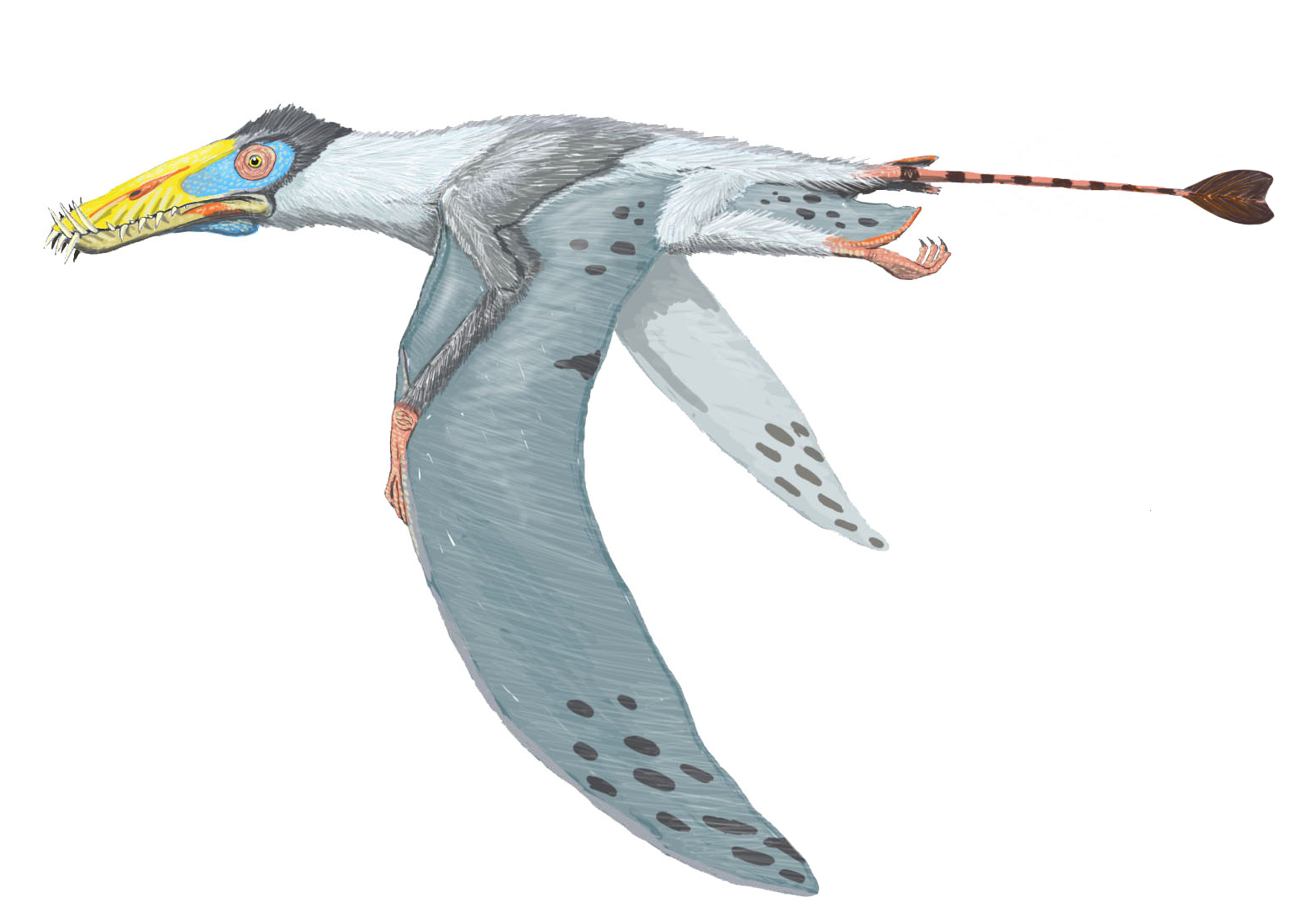
D. banthensis の復元。尾の形状は想像

胸骨は三角形で比較的小さいが、パディアンはその背部まで軟骨組織の延長部があったかもしれないと考えている。胸骨は烏口骨に接続し、烏口骨は老齢個体では長い肩胛骨と癒合して鞍型の肩関節を形成する。上腕骨は三角形の三角筋稜を持ち、含気骨となっている。下腕部は上腕部より60％長い。手首にある5個の手根骨からは短いが頑丈な翼支骨が頚部に向かい、生きているときには前翼膜 (propatagium) を支持していた。最初の3本の中手骨は、3本の小さな指につながり、指には短いが強力で湾曲した鈎爪が備わっていた。4番目の中手骨は翼指につながっており、翼指の指節骨は第2または第3指節骨が最長で第1または第4指節骨が最短である。翼指は翼膜を支持していた。
骨盤の腸骨・坐骨・恥骨は癒合している。腸骨は椎骨6個分まで伸長している。成体標本では脛骨と腓骨の遠位側2/3が癒合している脛部は大腿骨より1/3ほど短く、大腿骨頭は軸に対して45°の角度を持っている。近位足根骨は決して距骨-踵骨融合を起こさず、距骨は脛骨と癒合する。中足骨では第3中足骨が最長で、第5中足骨がつながる第5趾は中節骨が45°曲がって丸くて広い末端につながっており、これで腿間膜 (cruropatagium) を支持していたのかもしれない。
軟組織が保存されている標本も存在するが、それらは希な例であり、ほとんど何の情報ももたらされていない。尾端にランフォリンクスのような尾翼があったかどうかも不明である。しかしフェルディナント・ブロイリ (Ferdinand Broili) は標本番号 BSP 1938 I 49 に体毛の存在が認められると報告しており、現在では全ての翼竜において推測されているようにドリグナトゥスも体毛と高い代謝を持っていたことを示唆している。

## 発見

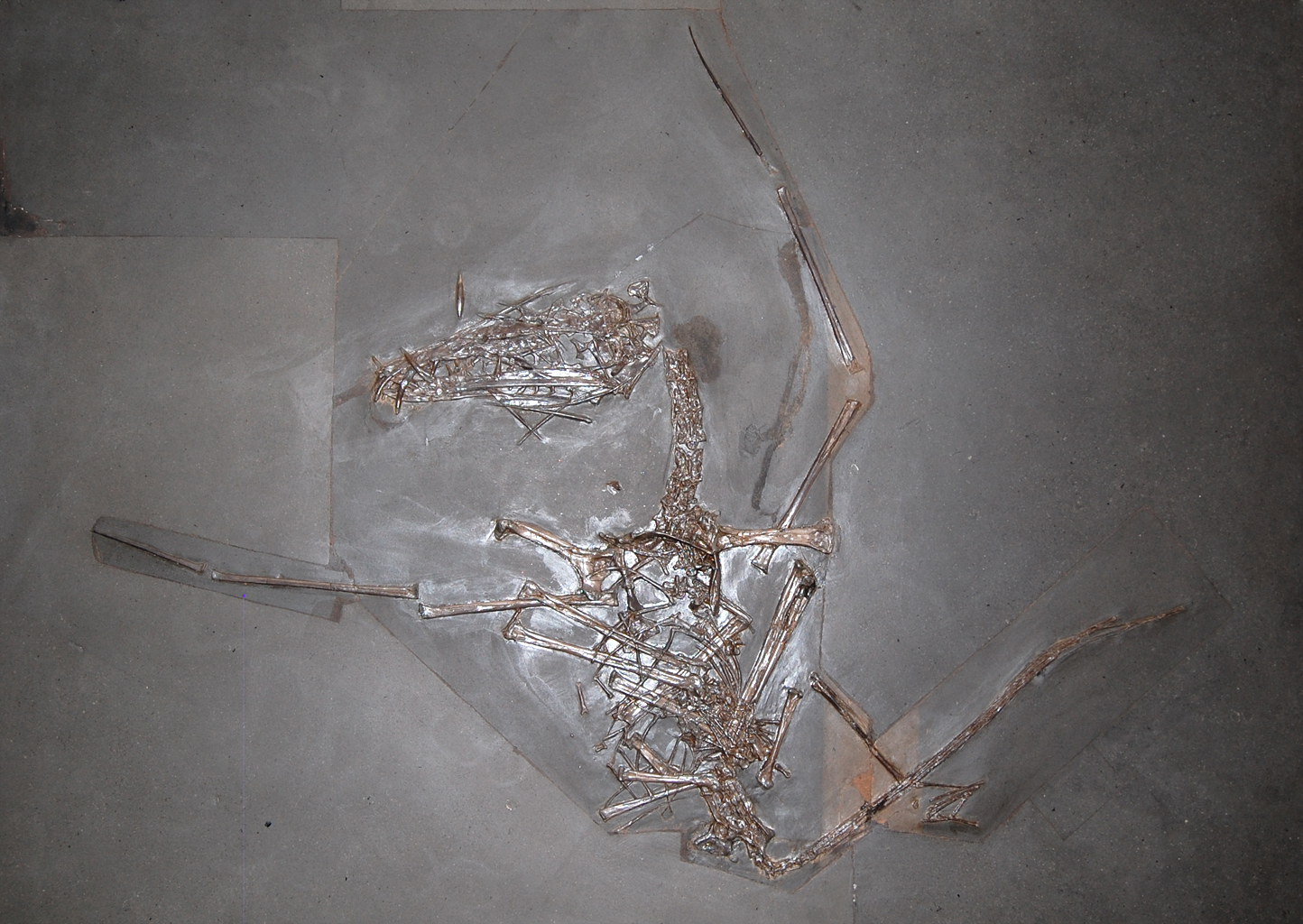
ウィーン標本

ドリグナトゥスの最初の化石は、トアルス階と推定されているポシドニア頁岩（黒ジュラ）から出たバラバラの骨や顎で、バイエルン州のバンツ (Banz) 近郊で発見され、カール・テオドリ (Carl Theodori) によって1830年にOrnithocephalus banthensis として記載された（種小名は発見地のバンツに由来する）。模式標本は下顎で標本番号は PSB 757 である。この化石は1831年にヘルマン・フォン・マイヤーによって研究され、1852年のまたもやテオドリの論文でランフォリンクスに分類された。このころ英国で発見され後にディモルフォドンと名付けられる翼竜と強い近似性が認められた。いくつかの化石がミュンヘンの古生物学者でアンドレアス・ヴァグナー (Johann Andreas Wagner) という名の教授に送られた。彼こそが、リチャード・オーウェンがディモルフォドンを命名後、1856年と1858年のアルベルト・オッペル (Albert Oppel) による新発見を研究して、ドイツ産模式標本には明確な差異があり新属の設立が妥当だと評価を下し、1860年にギリシア語のδόρυ「槍」・γνάθος「顎」からDorygnathus と正式に命名した人物である。これまでにより多くの完全な化石がドイツの他の地域、特にホルツマーデン・オームデン (Ohmden) ・ツェル (Zell) を含むヴュルテンベルクで発見されている。SMNS 81840 と番号がふられた標本はフランスのナンシーから1978年に発見された。ドリグナトゥスの化石は、地元の農民が働くスレート採石場から廃棄された使用に耐えない石のボタ山からよく見つかっている。ほとんどの化石は2回の大きな発見ブームの際にみつかったもので、最初のブームは1920年代、次は1980年代だった。それ以降の発見率は非常に低下しているが、それはスレートの需要が大きく減少して多くの小規模な石切場が閉鎖されたためである。現在では50を超える標本が発見されているが、バーデン＝ヴュルテンベルク州から見つかった古生物学標本は法律上この州に所有権があるため、それらの標本の多くはシュトゥットガルト州立自然史博物館 (State Museum of Natural History Stuttgart)の所蔵物として保管されている。後に見つかった化石の保存状態の良好さからドリグナトゥスは大いに研究者の興味を引き、この種に対してフェリクス・プリエニンゲル (Felix Plieninger)、 Gustav von Arthaber、最近ではケヴィン・パディアンによる重要な研究がなされた。
1971年、ルパート・ヴィルト (Rupert Wild) はミステルガウ (Mistelgau) の鉄道駅近くの煉瓦採掘抗から採取された標本を元に発見地に由来する種小名を持つ第2の種 Dorygnathus mistelgauensis を命名し記載した。その標本は教師のH. Herppichが発見し、バイロイト在住のアマチュア古生物学者 Günther Eicken に寄贈してその個人コレクションの一部となっていた物で、現在もバイロイトにある。結果としてその標本には正式な標本番号は付けられていない。その化石は、片方の肩胛骨と翼・片脚の一部・1本の肋骨・1個の尾椎からなる。ヴィルトは標本の大きさについて触れ、通常のドリグナトゥス標本より50％も大きい翼開長・短い後肢に対して長い翼、などから新種とするのが妥当だとしている。
パディアンは2008年に、知られている中では最大の D. banthensis 標本である MBR 1977.21 はむしろそれよりも大きい169 cm の翼開長を持つこと・翼と後肢の比率は D. banthensis においては大きな変異があること・地質時代層準はほぼ同じであること・等の点を指摘した。パディアンは D. mistelgauensis は D. banthensis の主観後行異名であると結論づけている。

## 系統

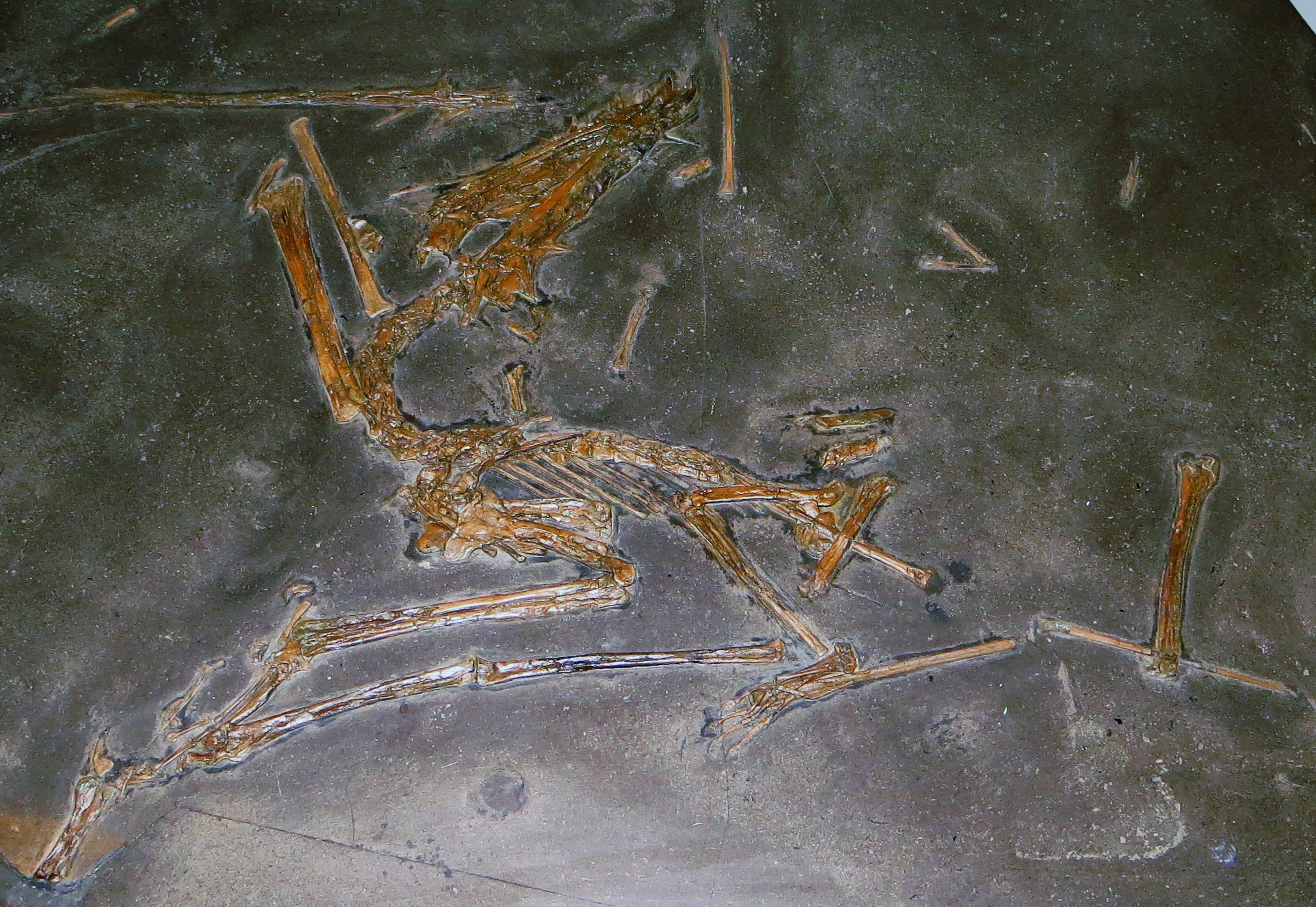
標本番号 GPIT 1645/1

初期の研究者がドリグナトゥスとディモルフォドンの間に関係性を見出していたのはその歯の外見的な類似にその多くを負っている。フランツ・ノプシャ (Franz Nopcsa) は1928年にこの種をランフォリンクス亜科に分類し、1978年のペーター・ヴェルンホファーもそれに倣った。現代の厳密な分岐分析ではドリグナトゥスの類縁関係について意見の一致を見ていない。2003年のデヴィッド・アンウィンの論文ではドリグナトゥスはクレード Rhamphorhynchinae に属しているが、アレクサンダー・ケルナー (Alexander Kellner) の分析ではディモルフォドンやペテイノサウルスの下のもっと基底的な位置にいるという結果が出た。パディアンは2008年に種間比較法を用いて、ドリグナトゥスは系統樹においてスカフォグナトゥスとランフォリンクスに近縁ではあるが、これらの種は一連の連続した分岐を形成するため、他から別れた一つのクレードに彼らをまとめるべきではない、という結論にいたった。この結果は2010年にドリグナトゥスは単系統である Rhamphorhynchinae の一部である事を示したBrian Andres の分岐学的研究結果によって再び異議を唱えられた。以下の分岐図中のドリグナトゥスの位置は Andres による。
|  | Rhamphorhynchus |
|  |                 |
|  | Cacibupteryx    |
|  |                 |

|         | Harpactognathus                                                    |
|         |                                                                    |
| unnamed | \| \| Angustinaripterus \| \| \| \| \| \| Sericipterus \| \| \| \| |
|         | \| \| Angustinaripterus \| \| \| \| \| \| Sericipterus \| \| \| \| |
|         | Angustinaripterus                                                  |
|         |                                                                    |
|         | Sericipterus                                                       |
|         |                                                                    |

|  | Angustinaripterus |
|  |                   |
|  | Sericipterus      |
|  |                   |

|  | Rhamphorhynchus |
|  |                 |
|  | Cacibupteryx    |
|  |                 |

|         | Harpactognathus                                                    |
|         |                                                                    |
| unnamed | \| \| Angustinaripterus \| \| \| \| \| \| Sericipterus \| \| \| \| |
|         | \| \| Angustinaripterus \| \| \| \| \| \| Sericipterus \| \| \| \| |
|         | Angustinaripterus                                                  |
|         |                                                                    |
|         | Sericipterus                                                       |
|         |                                                                    |

|  | Angustinaripterus |
|  |                   |
|  | Sericipterus      |
|  |                   |

|  | Rhamphorhynchus |
|  |                 |
|  | Cacibupteryx    |
|  |                 |

|         | Harpactognathus                                                    |
|         |                                                                    |
| unnamed | \| \| Angustinaripterus \| \| \| \| \| \| Sericipterus \| \| \| \| |
|         | \| \| Angustinaripterus \| \| \| \| \| \| Sericipterus \| \| \| \| |
|         | Angustinaripterus                                                  |
|         |                                                                    |
|         | Sericipterus                                                       |
|         |                                                                    |

|  | Angustinaripterus |
|  |                   |
|  | Sericipterus      |
|  |                   |

|  | Rhamphorhynchus |
|  |                 |
|  | Cacibupteryx    |
|  |                 |

|         | Harpactognathus                                                    |
|         |                                                                    |
| unnamed | \| \| Angustinaripterus \| \| \| \| \| \| Sericipterus \| \| \| \| |
|         | \| \| Angustinaripterus \| \| \| \| \| \| Sericipterus \| \| \| \| |
|         | Angustinaripterus                                                  |
|         |                                                                    |
|         | Sericipterus                                                       |
|         |                                                                    |

|  | Angustinaripterus |
|  |                   |
|  | Sericipterus      |
|  |                   |

## 古生物学

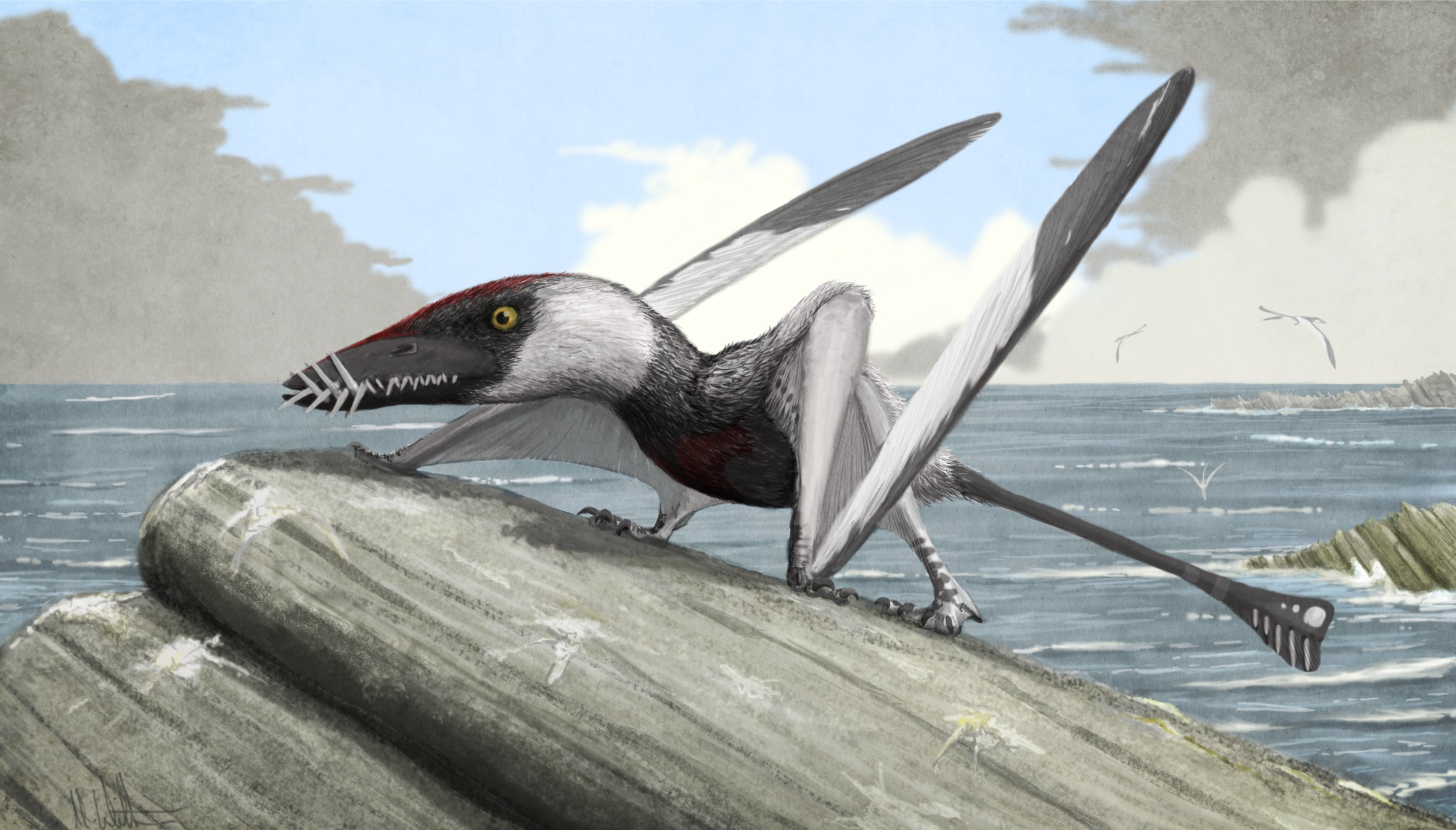
地上姿勢でのドリグナトゥス復元図

ドリグナトゥスは魚食性の生活をし、魚や滑りやすい表面の海洋生物をその長い歯で捕らえていたと考えられている。これはその化石が、当時の多島海だったヨーロッパ（ヨーロッパ列島）で堆積した海成層から発見されることからも支持される。この翼竜はそこでカンピログナトイデスと共存していたが、カンピログナトイデスの方がずっと少数である。ドリグナトゥスの幼少個体は発見されておらず、見つかった中で最少の個体は翼開長 60 cm で、おそらく彼らははるか沖合まで危険を冒して飛んでいくことはできなかったのだろう。パディアンは、ドリグナトゥスはその成長段階の初期において、どんな同サイズの現生爬虫類よりも速い比較的急速な成長を遂げて性的成熟に達した後、成長速度は鈍化しながらも成長し続けて翼開長 1.7 m にまで大型化する個体もいた、と結論づけた。
地上においてはドリグナトゥスは、その爪が登攀のような移動法に対して特別な適応を見せていないため、おそらく登攀能力があまり高くなかっただろう。パディアンの説では、ドリグナトゥスは長い中手骨のおかげで他のほとんどの基底的翼竜よりも四足歩行に適した体勢になってはいるが、長い尾を持つこと・小型翼竜であることから上手に二足歩行が出来たとしている。しかし現在ではほとんどの研究者が全ての翼竜が四足歩行であったと考えている。　